# Красноярский цементный завод
Красноярский цементный завод — предприятие по производству цемента. Расположен в Красноярске. Полное официальное наименование — Общество с ограниченной ответственностью «Красноярский цемент». С 2005 года входит в состав холдинга «Сибирский цемент».

## История[1]

### Проектирование и запуск: 1930—1944
Планирование постройки Красноярского цементного завода началось задолго до его запуска. Так, разведка сырья для будущего завода велась с 1930 года. Площадка для строительства цементного завода была подобрана комиссией Народного комиссариата тяжёлой промышленности в ноябре 1936 года на правом берегу Енисея в районе села Торгашино. В качестве сырья планировалось использовать известняк Торгашинского месторождения и местную глину. Связь завода с железной дорогой предполагалась через станцию Злобино, которая находилась в 3,5 км от места будущего завода. По первоначальному проекту производственная мощность завода по выработке цементного клинкера была принята в 270 тыс. тонн и была запроектирована установка трёх технологических линий.
В 1936—1937 годах сырьевая база получила положительную оценку Западно-Сибирского геологического треста. В 1938 году центральная комиссия по запасам утвердила прогнозные запасы сырья, последовало решение о постройке завода, однако свои коррективы внесла начавшаяся война.
Финальная подготовка завода к работе началась в 1943 году. Основой красноярского предприятия стало оборудование другого цементного завода, эвакуированного с оккупированных территорий (по данным различных источников — либо Пикалёвского, либо Николаевского) Были установлены три шаровые мельницы для размола клинкера, двухвалковая дробилка «Полизиус», две угольные мельницы, которые в 1948 году были дополнены трофейной японской мельницей, и другое оборудование.
Первая вращающаяся печь предприятия была запущена 26 октября 1944 года. Одновременно с этим вступила в строй вся первая и на тот момент единственная технологическая линия, обеспечивающая полный цикл производства цемента. Этот день считается датой рождения Красноярского цементного завода.

### Советский период: 1948—1990
Сразу после завершения Великой Отечественной войны начался монтаж второй и третьей технологических линий, которые были запущены в 1947 и в 1948 годах. В результате модернизации оборудования на всех трёх линиях к 1950 году объём выпуска цемента достиг 202 тыс. тонн в год, к 1956 году — 400 тыс. тонн в год. Таким образом, проектная производительность был не только достигнута, но и перекрыта.
В 1958 году стартовал очередной этап расширения производства. В мае-июне 1958 года были зажжены четвёртая и пятая печи — основа работы ещё двух технологических линий, и в том же году утверждено проектное задание на шестую технологическую линию (шестая печь начала работу в феврале 1960 года). Таким образом, была заложена технологическая база для производства более 1 млн тонн цемента в год. Впервые этого показателя удалось достичь в 1965 году, когда завод выпустил 1,007 млн. тонн цемента.
Последние две печи (седьмая и восьмая) Красноярского цементного завод были запущены в 1966 и 1974 годах. При этом последняя, восьмая печь была установлена взамен демонтированных трёх старых печей, и суммарная мощность нового агрегата превосходила производительность снятого оборудования.
К концу 1980-х завод представлял собой отлаженный за многие годы стабильно работающий механизм, который, тем не менее, уже нуждался в серьёзной модернизации. Появились планы перевода предприятия на «сухой» способ производства, и в 1990 году совместно с немецкой фирмой «Гумбольдт-Ведаг» (Германия) была начата реконструкция: на территории завода возводились новые цеха, административные и бытовые помещения. Однако начавшиеся в стране политические и экономические процессы помешали её завершению. Государственное финансирование прекратилось, процесс был остановлен.

### Завод в 1991—2005 гг. и в настоящее время
Резкий спад промышленного производства, охвативший страну в начале 1990-х, не миновал стороной и Красноярский цементный завод. С декабря 1992 по ноябрь 1994 года были остановлены две вращающихся печи и три цементных мельницы; производство продукции упало в три раза по сравнению с доперестроечным временем. Тем не менее, в этот же период собственными силами специалистов завода были разработаны в лабораториях и отработаны в промышленных условиях параметры получения сульфатостойкого цемента марки «400» и тампонажных цементов марок «400» и «500» для умеренных и повышенных температур.
В мае 1994 года Красноярский цементный завод был преобразован в ОАО «Цемент».
В 2000 году в отношении ОАО «Цемент» арбитражным судом Красноярского края введена процедура внешнего управления. В 2003 г. ОАО «Цемент» признано банкротом, в отношении него открыто конкурсное производство.
В апреле 2004 года имущественный комплекс завода был приобретен ООО «Сибирский Ток». ОАО «Цемент» было ликвидировано. 26 апреля ООО «Сибирский Ток» учреждает ООО «Красноярский цемент».
Началось возрождение предприятия. На первом этапе были запущены в работу 4 из 5 мельниц цеха помола на клинкере Топкинского цементного завода, и уже в мае началась отгрузка цемента потребителям. В июне получены все разрешения на добычу собственного сырья. Уже к августу 2004 года работали три печи и налажено производство собственного клинкера. Таким образом, завод пережил «второе рождение» и по сей день остаётся одним из лидеров по производству цемента в Сибирском федеральном округе.

## Собственники и руководство
С 2004 года предприятие входит в состав Холдинговой компании «Сибирский цемент».
Управляющий директор — Дмитрий Киреев (с 2021 года)

## Характеристики производства

### Мощности
На предприятии функционируют три технологических линии общей мощностью 1,1 млн тонн цемента в год. Выпуск продукции ведется по мокрому способу. В качестве технологического топлива используется каменный уголь. Сырьевая база предприятия — Торгашинское месторождение известняка и Кузнецовское месторождение глины.

### Продукция
Общестроительные цементы
- ЦЕМ 0 42,5Н — портландцемент без вспомогательных компонентов и минеральных добавок типа ЦЕМ 0, класса 42,5, нормальнотвердеющий
- ЦЕМ I 42,5Н — портландцемент типа ЦЕМ I, класса прочности 42,5, нормальнотвердеющий
- ЦЕМ II/А-Ш 32,5Б - портландцемент типа ЦЕМ II, подтипа А со шлаком (Ш) от 6 % до 20 %, класса прочности 32,5, быстротвердеющий
- ЦЕМ I 32,5Б — портландцемент типа ЦЕМ I, класса прочности 32,5, быстротвердеющий

Специальные цементы
- ЦЕМ I 42,5Н СС НЩ — сульфатостойкий портландцемент класса прочности 42,5,нормальнотвердеющий, низкощелочной
- ПЦТ I-G-CC-1 — портландцемент тампонажный (ПЦТ) бездобавочный с нормированными требованиями при водоцементном отношении равном 0,44 (I-G) высокой сульфатостойкости (CC-1)
- ЦЕМ I 42,5Н ДП - портландцемент для бетона покрытий ДП, типа ЦЕМ I, класса прочности 42,5, нормальнотвердеющий
- ЦЕМ I 42,5Н АП -портландцемент для бетона типа ЦЕМ I, класса прочности 42,5Н для аэродромных покрытий АП

## Деятельность

### Показатели деятельности в 2004—2021 гг.
| Год  | Производство цемента, тыс.тонн | Год  | Производство цемента, тыс.тонн |
| ---- | ------------------------------ | ---- | ------------------------------ |
| 2004 | 479,7                          | 2013 | 910                            |
| 2005 | 729                            | 2014 | 934,5                          |
| 2006 | 835                            | 2015 | 778.5                          |
| 2007 | 948                            | 2016 | 752,5                          |
| 2008 | 924                            | 2017 | 674.7                          |
| 2009 | 676 (за 11 месяцев)            | 2018 | 681,7                          |
| 2010 | 816,5                          | 2019 | 608,5                          |
| 2011 | 834, 7                         | 2020 | 627,9                          |
| 2012 | 843,5                          | 2021 | -                              |